# Oscar/Bestes Kostümdesign
Mit dem Oscar für das beste Kostümdesign werden die Kostümbildner eines Films geehrt. Er wurde in dieser Kategorie erstmals 1949 verliehen. Zeitweise gab es getrennte Ehrungen für Schwarzweiß- und Farbfilme.
| Statistik                                             |                                   |
| Am häufigsten honorierter Kostümdesigner/in           | Edith Head (8 Siege)              |
| Am häufigsten nominierter Kostümdesigner/in           | Edith Head (35 Nominierungen)     |
| Am häufigsten nominierter Kostümdesigner/in ohne Sieg | Patricia Norris (6 Nominierungen) |

In unten stehender Tabelle sind die Preisträger nach dem Jahr der Verleihung gelistet.
| Jahr | Preisträger                                       | für den Film                     | Nominierungen                                              |
| ---- | ------------------------------------------------- | -------------------------------- | ---------------------------------------------------------- |
| 1949 | Schwarzweiß: Roger K. Furse                       | Hamlet                           | Irene für B.F.’s Daughter                                  |
| 1949 | Farbe: Dorothy Jeakins Barbara Karinska           | Johanna von Orleans              | Edith Head und Gile Steele für Ich küsse Ihre Hand, Madame |
| 1950 | Schwarzweiß: Edith Head Gile Steele               | Die Erbin                        | Vittorio Nino Novarese für In den Klauen des Borgia        |
| 1950 | Farbe: Leah Rhodes William Travilla Marjorie Best | Die Liebesabenteuer des Don Juan | Kay Nelson für Der Liebesprofessor                         |

## 1951–1960
| Jahr | Preisträger                                                                | für den Film                  | Nominierungen |
| ---- | -------------------------------------------------------------------------- | ----------------------------- | --- |
| 1951 | Schwarzweiß: Edith Head Charles Le Maire                                   | Alles über Eva                | Jean Louis für Die ist nicht von gestern Walter Plunkett für The Magnificent Yankee |
| 1951 | Farbe: Edith Head Dorothy Jeakins Eloise Jensson Gile Steele Gwen Wakeling | Samson und Delilah            | Walter Plunkett und Arlington Valles für Das Schicksal der Irene Forsyte Michael Whittaker für Die schwarze Rose |
| 1952 | Schwarzweiß: Edith Head                                                    | Ein Platz an der Sonne        | Lucinda Ballard für Endstation Sehnsucht Charles Le Maire und Renié Conley für The Model and the Marriage Broker Walter Plunkett und Gile Steele für Kind Lady Edward Stevenson und Margaret Furse für Der Dreckspatz und die Königin                               |
| 1952 | Farbe: Orry-Kelly Walter Plunkett Irene Sharaff                            | Ein Amerikaner in Paris       | Hein Heckroth für Hoffmanns Erzählungen Charles Le Maire und Edward Stevenson für David und Bathseba Herschel McCoy für Quo vadis? Helen Rose und Gile Steele für Der große Caruso                                                                                  |
| 1953 | Schwarzweiß: Helen Rose                                                    | Stadt der Illusionen          | Edith Head für Carrie Charles Le Maire und Dorothy Jeakins für Meine Cousine Rachel Jean Louis für Affäre in Trinidad Sheila O’Brien für Maskierte Herzen |
| 1953 | Farbe: Marcel Vértes                                                       | Moulin Rouge                  | Antoni Clavé, Mary Wills und Barbara Karinska für Hans Christian Andersen und die Tänzerin Edith Head, Dorothy Jeakins und Miles White für Die größte Schau der Welt Charles Le Maire für Mit einem Lied im Herzen Helen Rose und Gile Steele für Die lustige Witwe |
| 1954 | Schwarzweiß: Edith Head                                                    | Ein Herz und eine Krone       | Charles Le Maire und Renié für Gefährtin seines Lebens Jean Louis für Verdammt in alle Ewigkeit Walter Plunkett für Theaterfieber Helen Rose und Herschel McCoy für Du und keine andere                                                                             |
| 1954 | Farbe: Charles Le Maire Emile Santiago                                     | Das Gewand                    | Charles Le Maire und William Travilla für Wie angelt man sich einen Millionär? Mary Ann Nyberg für Vorhang auf! Walter Plunkett für Die Thronfolgerin Irene Sharaff für Madame macht Geschichte(n)                                                                  |
| 1955 | Schwarzweiß: Edith Head                                                    | Sabrina                       | Georges Annenkov und Rosine Delamare für Madame de … Christian Dior für Rom, Station Termini Jean Louis für Die unglaubliche Geschichte der Gladys Glover Helen Rose für Die Intriganten                                                                            |
| 1955 | Farbe: Sanzo Wada                                                          | Das Höllentor                 | Charles Le Maire und René Hubert für Desirée Charles Le Maire, William Travilla und Miles White für Rhythmus im Blut Jean Louis, Mary Ann Nyberg und Irene Sharaff für Ein neuer Stern am Himmel Irene Sharaff für Brigadoon                                        |
| 1956 | Schwarzweiß: Helen Rose                                                    | Und morgen werd’ ich weinen   | Beatrice Dawson für Mr. Pickwick Edith Head für Die tätowierte Rose Tadaoto Kainoshō für Ugetsu – Erzählungen unter dem Regenmond Jean Louis für Ehe in Fesseln |
| 1956 | Farbe: Charles Le Maire                                                    | Alle Herrlichkeit auf Erden   | Edith Head für Über den Dächern von Nizza Charles Le Maire und Mary Wills für Die jungfräuliche Königin Helen Rose für Unterbrochene Melodie Irene Sharaff für Schwere Jungs – leichte Mädchen                                                                      |
| 1957 | Schwarzweiß: Jean Louis                                                    | Die Frau im goldenen Cadillac | Kōhei Ezaki für Die sieben Samurai Edith Head für Auch Helden können weinen Charles Le Maire und Mary Wills für Moderne Jugend Helen Rose für Die Macht und ihr Preis                                                                                               |
| 1957 | Farbe: Irene Sharaff                                                       | Der König und ich             | Maria de Matteis für Krieg und Frieden Edith Head, Ralph Jester, John Jensen, Dorothy Jeakins und Arnold Friberg für Die zehn Gebote Moss Mabry und Marjorie Best für Giganten Miles White für In 80 Tagen um die Welt                                              |
| 1958 | Orry-Kelly                                                                 | Die Girls                     | Edith Head und Hubert de Givenchy für Ein süßer Fratz Charles Le Maire für Die große Liebe meines Lebens Jean Louis für Pal Joey Walter Plunkett für Das Land des Regenbaums                                                                                        |
| 1959 | Cecil Beaton                                                               | Gigi                          | Ralph Jester, Edith Head und John Jensen für König der Freibeuter Charles Le Maire und Mary Wills für Ein gewisses Lächeln Jean Louis für Meine Braut ist übersinnlich Walter Plunkett für Verdammt sind sie alle                                                   |
| 1960 | Schwarzweiß: Orry-Kelly                                                    | Manche mögen’s heiß           | Edith Head für Viele sind berufen Charles Le Maire und Mary Wills für Das Tagebuch der Anne Frank Helen Rose für Die Nervensäge Howard Shoup für Der Mann aus Philadelphia                                                                                          |
| 1960 | Farbe: Elizabeth Haffenden                                                 | Ben Hur                       | Edith Head für Fünf Pennies Adele Palmer für Alle meine Träume Renié für Der Fischer von Galiläa Irene Sharaff für Porgy and Bess |

## 1961–1970
| Jahr | Preisträger                                       | für den Film                        | Nominierungen |
| ---- | ------------------------------------------------- | ----------------------------------- | --- |
| 1961 | Schwarzweiß: Edith Head Edward Stevenson          | So eine Affäre                      | Theoni V. Aldredge für Sonntags… nie! Howard Shoup für J.D., der Killer Bill Thomas für Sieben Diebe Marik Vos-Lundh für Die Jungfrauenquelle |
| 1961 | Farbe: Arlington Valles Bill Thomas               | Spartacus                           | Marjorie Best für Sunrise at Campobello Edith Head für Pepe – Was kann die Welt schon kosten Irene für Mitternachtsspitzen Irene Sharaff für Can Can                                                                                              |
| 1962 | Schwarzweiß: Piero Gherardi                       | Das süße Leben                      | Dorothy Jeakins für Infam Jean Louis für Urteil von Nürnberg Yoshirō Muraki für Yojimbo – Der Leibwächter Howard Shoup für Claudelle und ihre Liebhaber                                                                                           |
| 1962 | Farbe: Irene Sharaff                              | West Side Story                     | Edith Head und Walter Plunkett für Die unteren Zehntausend Jean Louis für Endstation Paris Irene Sharaff für Mandelaugen und Lotosblüten Bill Thomas für Aufruhr im Spielzeugland                                                                 |
| 1963 | Schwarzweiß: Norma Koch                           | Was geschah wirklich mit Baby Jane? | Theoni V. Aldredge für Phaedra Edith Head für Der Mann, der Liberty Valance erschoß Ruth Morley für Licht im Dunkel Donfeld für Die Tage des Weines und der Rosen                                                                                 |
| 1963 | Farbe: Mary Wills                                 | Die Wunderwelt der Gebrüder Grimm   | Edith Head für Meine Geisha Dorothy Jeakins für Music Man Orry-Kelly für Gypsy – Königin der Nacht Bill Thomas für Champagner in Paris |
| 1964 | Schwarzweiß: Piero Gherardi                       | Achteinhalb                         | Edith Head für Verliebt in einen Fremden Edith Head für Ach Liebling … nicht hier! Bill Thomas für Puppen unterm Dach William Travilla für Die verlorene Rose                                                                                     |
| 1964 | Farbe: Irene Sharaff Vittorio Nino Novarese Renié | Cleopatra                           | Donald Brooks für Der Kardinal Edith Head für Eine neue Art von Liebe Walter Plunkett für Das war der Wilde Westen Piero Tosi für Der Leopard |
| 1965 | Schwarzweiß: Dorothy Jeakins                      | Die Nacht des Leguan                | Edith Head für Madame P. und ihre Mädchen René Hubert für Der Besuch Norma Koch für Wiegenlied für eine Leiche Howard Shoup für Prinzgemahl im Weißen Haus                                                                                        |
| 1965 | Farbe: Cecil Beaton                               | My Fair Lady                        | Margaret Furse für Becket Morton Haack für Goldgräber-Molly Edith Head und Moss Mabry für Immer mit einem anderen Tony Walton für Mary Poppins |
| 1966 | Schwarzweiß: Julie Harris                         | Darling                             | Edith Head für Stimme am Telefon Moss Mabry für Morituri Howard Shoup für Nymphomania Bill Thomas und Jean Louis für Das Narrenschiff |
| 1966 | Farbe: Phyllis Dalton                             | Doktor Schiwago                     | Edith Head und Bill Thomas für Verdammte, süße Welt Dorothy Jeakins für Meine Lieder – meine Träume Vittorio Nino Novarese und Marjorie Best für Die größte Geschichte aller Zeiten Vittorio Nino Novarese für Michelangelo – Inferno und Ekstase |
| 1967 | Schwarzweiß: Irene Sharaff                        | Wer hat Angst vor Virginia Woolf?   | Danilo Donati für Mandragola Danilo Donati für Das 1. Evangelium – Matthäus Jocelyn Rickards für Protest Helen Rose für Gesicht ohne Namen |
| 1967 | Farbe: Elizabeth Haffenden Joan Bridge            | Ein Mann zu jeder Jahreszeit        | Piero Gherardi für Julia und die Geister Edith Head für … denn keiner ist ohne Schuld Dorothy Jeakins für Hawaii Jean Louis für Das Mädchen aus der Cherry-Bar                                                                                    |
| 1968 | John Truscott                                     | Camelot – Am Hofe König Arthurs     | Jean Louis für Modern Millie – Reicher Mann gesucht Irene Sharaff und Danilo Donati für Der Widerspenstigen Zähmung Bill Thomas für Der glücklichste Millionär Theadora Van Runkle für Bonnie und Clyde                                           |
| 1969 | Danilo Donati                                     | Romeo und Julia                     | Donald Brooks für Star! Phyllis Dalton für Oliver Margaret Furse für Der Löwe im Winter Morton Haack für Planet der Affen |
| 1970 | Margaret Furse                                    | Königin für tausend Tage            | Ray Aghayan für Gaily, Gaily Edith Head für Sweet Charity Irene Sharaff für Hello, Dolly! Donfeld für Nur Pferden gibt man den Gnadenschuß |

## 1971–1980
| Jahr | Preisträger                          | für den Film               | Nominierungen |
| ---- | ------------------------------------ | -------------------------- | --- |
| 1971 | Vittorio Nino Novarese               | Cromwell – Krieg dem König | Donald Brooks und Jack Bear für Darling Lili Margaret Furse für Scrooge Edith Head für Airport Bill Thomas für Herrscher der Insel                                                                                       |
| 1972 | Yvonne Blake Antonio Castillo        | Nikolaus und Alexandra     | Margaret Furse für Maria Stuart, Königin von Schottland Morton Haack für Was ist denn bloß mit Helen los? Bill Thomas für Die tollkühne Hexe in ihrem fliegenden Bett Piero Tosi für Tod in Venedig                      |
| 1973 | Anthony Powell                       | Reisen mit meiner Tante    | Anna Hill Johnstone für Der Pate Bob Mackie, Ray Aghayan und Norma Koch für Lady Sings the Blues Anthony Mendleson für Der junge Löwe Paul Zastupnevich für Die Höllenfahrt der Poseidon                                 |
| 1974 | Edith Head                           | Der Clou                   | Donfeld für Tom Sawyers Abenteuer Dorothy Jeakins und Moss Mabry für So wie wir waren Piero Tosi für Ludwig II Marik Vos-Lundh für Schreie und Flüstern                                                                  |
| 1975 | Theoni V. Aldredge                   | Der große Gatsby           | John Furniss für Daisy Miller Anthea Sylbert für Chinatown Theadora Van Runkle für Der Pate – Teil II Tony Walton für Mord im Orient-Expreß                                                                              |
| 1976 | Ulla-Britt Söderlund Milena Canonero | Barry Lyndon               | Ray Aghayan und Bob Mackie für Funny Lady Yvonne Blake und Ron Talsky für Die vier Musketiere – Die Rache der Mylady Edith Head für Der Mann, der König sein wollte Henny Noremark und Karin Erskine für Die Zauberflöte |
| 1977 | Danilo Donati                        | Fellinis Casanova          | Alan Barrett für Kein Koks für Sherlock Holmes Anthony Mendleson für Die unglaubliche Sarah William Ware Theiss für Dieses Land ist mein Land Mary Wills für Jesus von Nazareth                                          |
| 1978 | John Mollo                           | Krieg der Sterne           | Edith Head und Burton Miller für Verschollen im Bermuda-Dreieck Florence Klotz für Das Lächeln einer Sommernacht Irene Sharaff für Jenseits von Mitternacht Anthea Sylbert für Julia                                     |
| 1979 | Anthony Powell                       | Tod auf dem Nil            | Patricia Norris für In der Glut des Südens Tony Walton für The Wiz – Das zauberhafte Land Paul Zastupnevich für Der tödliche Schwarm Renié Conley für Der Herr der Karawane (Caravans)                                   |
| 1980 | Albert Wolsky                        | Hinter dem Rampenlicht     | Judy Moorcroft für Die Europäer Shirley Russell für Das Geheimnis der Agatha Christie William Ware Theiss für Butch & Sundance – Die frühen Jahre Piero Tosi und Ambra Danon für Ein Käfig voller Narren                 |

## 1981–1990
| Jahr | Preisträger              | für den Film             | Nominierungen |
| ---- | ------------------------ | ------------------------ | --- |
| 1981 | Anthony Powell           | Tess                     | Jean-Pierre Dorléac für Ein tödlicher Traum Patricia Norris für Der Elefantenmensch Anna Senior für Meine brillante Karriere Paul Zastupnevich für Der Tag, an dem die Welt unterging        |
| 1982 | Milena Canonero          | Die Stunde des Siegers   | Anna Hill Johnstone für Ragtime Bob Mackie für Tanz in den Wolken Tom Rand für Die Geliebte des französischen Leutnants Shirley Russell für Reds                                             |
| 1983 | John Mollo Bhanu Athaiya | Gandhi                   | Eloise Jensson und Rosanna Norton für Tron Patricia Norris für Victor/Victoria Piero Tosi für La Traviata Albert Wolsky für Sophies Entscheidung                                             |
| 1984 | Marik Vos-Lundh          | Fanny und Alexander      | Santo Loquasto für Zelig Anne-Marie Marchand für Die Wiederkehr des Martin Guerre William Ware Theiss für … und wenn der letzte Reifen platzt Joe I. Tompkins für Cross Creek                |
| 1985 | Theodor Pištěk           | Amadeus                  | Jenny Beavan und John Bright für Die Damen aus Boston Judy Moorcroft für Reise nach Indien Patricia Norris für 2010: Das Jahr, in dem wir Kontakt aufnehmen Ann Roth für Ein Platz im Herzen |
| 1986 | Emi Wada                 | Ran                      | Milena Canonero für Jenseits von Afrika Aggie Guerard Rodgers für Die Farbe Lila Albert Wolsky für Die Abenteuer der Natty Gann Donfeld für Die Ehre der Prizzis                             |
| 1987 | Jenny Beavan John Bright | Zimmer mit Aussicht      | Anna Anni und Maurizio Millenotti für Otello Anthony Powell für Piraten Enrico Sabbatini für Mission Theadora Van Runkle für Peggy Sue hat geheiratet                                        |
| 1988 | James Acheson            | Der letzte Kaiser        | Jenny Beavan und John Bright für Maurice Dorothy Jeakins für The Dead – Die Toten Bob Ringwood für Das Reich der Sonne Marilyn Vance für The Untouchables – Die Unbestechlichen              |
| 1989 | James Acheson            | Gefährliche Liebschaften | Milena Canonero für Tucker Deborah Nadoolman für Der Prinz aus Zamunda Patricia Norris für Sunset – Dämmerung in Hollywood Jane Robinson für Eine Handvoll Staub                             |
| 1990 | Phyllis Dalton           | Henry V.                 | Elizabeth McBride für Miss Daisy und ihr Chauffeur Gabriella Pescucci für Die Abenteuer des Baron Münchhausen Theodor Pištěk für Valmont Joe I. Tompkins für Harlem Nights                   |

## 1991–2000
| Jahr | Preisträger                | für den Film                        | Nominierungen |
| ---- | -------------------------- | ----------------------------------- | --- |
| 1991 | Franca Squarciapino        | Cyrano de Bergerac                  | Milena Canonero für Dick Tracy Gloria Gresham für Avalon Maurizio Millenotti für Hamlet Elsa Zamparelli für Der mit dem Wolf tanzt                                                             |
| 1992 | Albert Wolsky              | Bugsy                               | Richard Hornung für Barton Fink Corinne Jorry für Madame Bovary Ruth Myers für Addams Family Anthony Powell für Hook                                                                           |
| 1993 | Eiko Ishioka               | Bram Stoker’s Dracula               | Jenny Beavan und John Bright für Wiedersehen in Howards End Ruth E. Carter für Malcolm X Sheena Napier für Verzauberter April Albert Wolsky für Toys                                           |
| 1994 | Gabriella Pescucci         | Zeit der Unschuld                   | Jenny Beavan und John Bright für Was vom Tage übrig blieb Janet Patterson für Das Piano Sandy Powell für Orlando Anna B. Sheppard für Schindlers Liste                                         |
| 1995 | Lizzy Gardiner Tim Chappel | Priscilla – Königin der Wüste       | Colleen Atwood für Betty und ihre Schwestern Moidele Bickel für Die Bartholomäusnacht April Ferry für Maverick – Den Colt am Gürtel, ein As im Ärmel Jeffrey Kurland für Bullets Over Broadway |
| 1996 | James Acheson              | Restoration – Zeit der Sinnlichkeit | Jenny Beavan und John Bright für Sinn und Sinnlichkeit Shuna Harwood für Richard III. Charles Knode für Braveheart Julie Weiss für 12 Monkeys                                                  |
| 1997 | Ann Roth                   | Der englische Patient               | Paul Brown für Engel und Insekten Alexandra Byrne für Hamlet Ruth Myers für Jane Austens Emma Janet Patterson für Portrait of a Lady                                                           |
| 1998 | Deborah Lynn Scott         | Titanic                             | Ruth E. Carter für Amistad Dante Ferretti für Kundun Janet Patterson für Oscar und Lucinda Sandy Powell für Wings of the Dove – Die Flügel der Taube                                           |
| 1999 | Sandy Powell               | Shakespeare in Love                 | Colleen Atwood für Menschenkind Alexandra Byrne für Elizabeth Judianna Makovsky für Pleasantville – Zu schön, um wahr zu sein Sandy Powell für Velvet Goldmine                                 |
| 2000 | Lindy Hemming              | Topsy-Turvy – Auf den Kopf gestellt | Colleen Atwood für Sleepy Hollow – Köpfe werden rollen Jenny Beavan für Anna und der König Milena Canonero für Titus Ann Roth und Gary Jones für Der talentierte Mr. Ripley                    |

## 2001–2010
| Jahr | Preisträger                     | für den Film                                | Nominierungen |
| ---- | ------------------------------- | ------------------------------------------- | --- |
| 2001 | Janty Yates                     | Gladiator                                   | Anthony Powell für 102 Dalmatiner Rita Ryack für Der Grinch Jacqueline West für Quills – Macht der Besessenheit Timmy Yip für Tiger and Dragon                                                                  |
| 2002 | Catherine Martin Angus Strathie | Moulin Rouge                                | Jenny Beavan für Gosford Park Milena Canonero für Das Halsband der Königin Ngila Dickson und Richard Taylor für Der Herr der Ringe: Die Gefährten Judianna Makovsky für Harry Potter und der Stein der Weisen   |
| 2003 | Colleen Atwood                  | Chicago                                     | Sandy Powell für Gangs of New York Ann Roth für The Hours – Von Ewigkeit zu Ewigkeit Anna B. Sheppard für Der Pianist Julie Weiss für Frida                                                                     |
| 2004 | Ngila Dickson Richard Taylor    | Der Herr der Ringe: Die Rückkehr des Königs | Ngila Dickson für Last Samurai Judianna Makovsky für Seabiscuit – Mit dem Willen zum Erfolg Wendy Stites für Master & Commander – Bis ans Ende der Welt Dien van Straalen für Das Mädchen mit dem Perlenohrring |
| 2005 | Sandy Powell                    | Aviator                                     | Colleen Atwood für Lemony Snicket – Rätselhafte Ereignisse Alexandra Byrne für Wenn Träume fliegen lernen Sharen Davis für Ray Bob Ringwood für Troja                                                           |
| 2006 | Colleen Atwood                  | Die Geisha                                  | Jacqueline Durran für Stolz und Vorurteil Gabriella Pescucci für Charlie und die Schokoladenfabrik Arianne Phillips für Walk the Line Sandy Powell für Lady Henderson präsentiert                               |
| 2007 | Milena Canonero                 | Marie Antoinette                            | Consolata Boyle für Die Queen Sharen Davis für Dreamgirls Patricia Field für Der Teufel trägt Prada Chung Man Yee für Der Fluch der goldenen Blume                                                              |
| 2008 | Alexandra Byrne                 | Elizabeth – Das goldene Königreich          | Albert Wolsky für Across the Universe Jacqueline Durran für Abbitte Marit Allen für La vie en rose Colleen Atwood für Sweeney Todd – Der teuflische Barbier aus der Fleet Street                                |
| 2009 | Michael O’Connor                | Die Herzogin                                | Catherine Martin für Australia Jacqueline West für Der seltsame Fall des Benjamin Button Danny Glicker für Milk Albert Wolsky für Zeiten des Aufruhrs                                                           |
| 2010 | Sandy Powell                    | Victoria, die junge Königin                 | Janet Patterson für Bright Star Catherine Leterrier für Coco Chanel – Der Beginn einer Leidenschaft Monique Prudhomme für Das Kabinett des Doktor Parnassus Colleen Atwood für Nine                             |

## 2011–2020
| Jahr | Preisträger       | für den Film                                    | Nominierungen |
| ---- | ----------------- | ----------------------------------------------- | --- |
| 2011 | Colleen Atwood    | Alice im Wunderland                             | Antonella Cannarozzi für I Am Love Jenny Beavan für The King’s Speech Sandy Powell für The Tempest – Der Sturm Mary Zophres für True Grit                                                            |
| 2012 | Mark Bridges      | The Artist                                      | Lisy Christl für Anonymus Michael O’Connor für Jane Eyre Arianne Phillips für W.E. Sandy Powell für Hugo Cabret                                                                                      |
| 2013 | Jacqueline Durran | Anna Karenina                                   | Paco Delgado für Les Misérables Joanna Johnston für Lincoln Eiko Ishioka für Spieglein Spieglein – Die wirklich wahre Geschichte von Schneewittchen Colleen Atwood für Snow White and the Huntsman   |
| 2014 | Catherine Martin  | Der große Gatsby                                | Patricia Norris für 12 Years a Slave Michael Wilkinson für American Hustle William Chang Suk Ping für The Grandmaster Michael O’Connor für The Invisible Woman                                       |
| 2015 | Milena Canonero   | Grand Budapest Hotel                            | Mark Bridges für Inherent Vice – Natürliche Mängel Colleen Atwood für Into the Woods Anna B. Sheppard für Maleficent – Die dunkle Fee Jacqueline Durran für Mr. Turner – Meister des Lichts          |
| 2016 | Jenny Beavan      | Mad Max: Fury Road                              | Paco Delgado für The Danish Girl Jacqueline West für The Revenant – Der Rückkehrer Sandy Powell für Carol Sandy Powell für Cinderella                                                                |
| 2017 | Colleen Atwood    | Phantastische Tierwesen & wo sie zu finden sind | Joanna Johnston für Allied – Vertraute Fremde Consolata Boyle für Florence Foster Jenkins Madeline Fontaine für Jackie: Die First Lady Mary Zophres für La La Land                                   |
| 2018 | Mark Bridges      | Der seidene Faden                               | Jacqueline Durran für Die Schöne und das Biest Jacqueline Durran für Die dunkelste Stunde Luis Sequeira für Shape of Water – Das Flüstern des Wassers Consolata Boyle für Victoria & Abdul           |
| 2019 | Ruth E. Carter    | Black Panther                                   | Mary Zophres für The Ballad of Buster Scruggs Sandy Powell für The Favourite – Intrigen und Irrsinn Sandy Powell für Mary Poppins’ Rückkehr Alexandra Byrne für Maria Stuart, Königin von Schottland |
| 2020 | Jacqueline Durran | Little Women                                    | Sandy Powell und Christopher Peterson für The Irishman Mayes C. Rubeo für Jojo Rabbit Mark Bridges für Joker Arianne Phillips für Once Upon a Time in Hollywood                                      |

## 2021–2030
| Jahr | Preisträger      | für den Film                   | Nominierungen |
| ---- | ---------------- | ------------------------------ | --- |
| 2021 | Ann Roth         | Ma Rainey’s Black Bottom       | Alexandra Byrne für Emma Massimo Cantini Parrini für Pinocchio Bina Daigeler für Mulan Trish Summerville für Mank |
| 2022 | Jenny Beavan     | Cruella                        | Jacqueline Durran und Massimo Cantini Parrini für Cyrano Robert Morgan und Jacqueline West für Dune Luis Sequeira für Nightmare Alley Paul Tazewell für West Side Story                                                 |
| 2023 | Ruth E. Carter   | Black Panther: Wakanda Forever | Jenny Beavan für Mrs. Harris und ein Kleid von Dior (Mrs. Harris Goes to Paris) Shirley Kurata für Everything Everywhere All at Once Catherine Martin für Elvis Mary Zophres für Babylon – Rausch der Ekstase (Babylon) |
| 2024 | Holly Waddington | Poor Things                    | David Crossman und Janty Yates für Napoleon Jacqueline Durran für Barbie Ellen Mirojnick für Oppenheimer Jacqueline West für Killers of the Flower Moon                                                                 |
| 2025 | Paul Tazewell    | Wicked                         | Lisy Christl für Konklave David Crossman und Janty Yates für Gladiator II Linda Muir für Nosferatu – Der Untote Arianne Phillips für Like A Complete Unknown                                                            |